# Michael Knatchbull

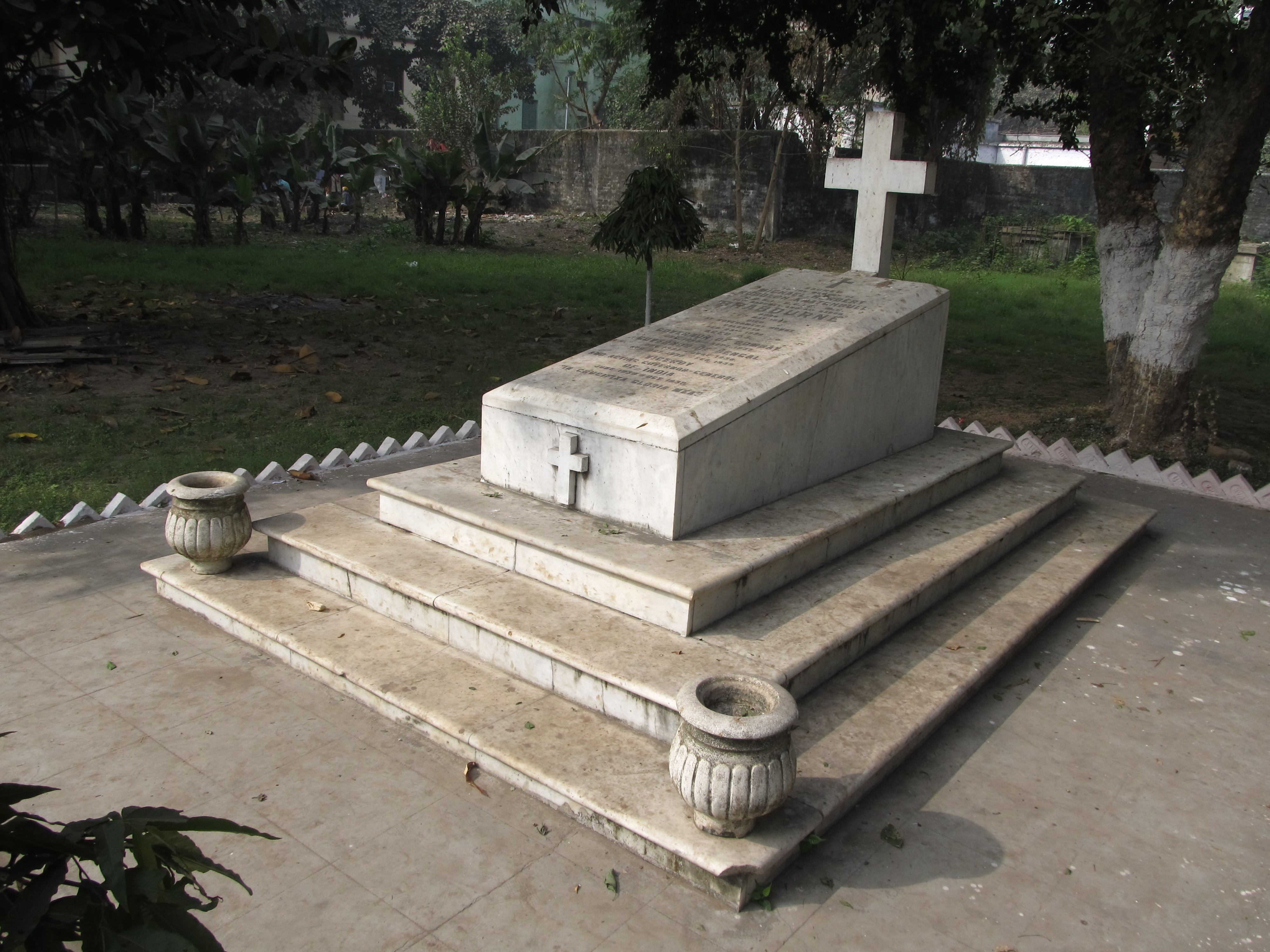
Graf van Knatchbull op St John's Churchyard, Kolkota

Michael Herbert Rudolf Knatchbull, 5e Baron Brabourne, (Londen, 8 mei 1895 — Calcutta, 23 februari 1939) was de zoon van Cecil Knatchbull-Hugessen, 4e Baron Brabourne. Hij behoorde tot de Britse adel en was een Britse soldaat.
Hij trouwde op 22 januari 1919 met Lady Doreen Browne, een dochter van George Browne, 6de Markies van Sligo. Het paar kreeg twee kinderen:
- Norton Cecil Michael (1922-1943), 6e Baron Brabourne
- John Ulick (1924-2005), 7e Baron Brabourne

Lord Brabourne maakte carrière in het Britse leger en vocht in de Eerste Wereldoorlog. Na de oorlog had hij verschillende politieke functies.

## Militaire loopbaan
- Lieutenant:
- Captain:

## Decoraties
- Military Cross
- Ridder Grootcommandeur in de Orde van het Indische Keizerrijk in 1933
- Ridder Grootcommandeur in de Orde van de Ster van Indië in 1937
- Dagorder (3x)